# Forever Young (1992)
Forever Young is een Amerikaanse film uit 1992 geregisseerd door Steve Miner. De hoofdrollen worden vertolkt door Mel Gibson en Jamie Lee Curtis.

## Verhaal
In 1939 neemt de testpiloot van de Amerikaanse luchtmacht Daniel McCormick deel aan een experiment. Hij wil voor een jaar diepgevroren worden omdat zijn vriendin Helen in coma ligt en hij wil haar niet zien lijden. Maar hij wordt pas 50 jaar later wakker.

## Rolverdeling
| Acteur               | Personage        |
| -------------------- | ---------------- |
| Mel Gibson           | Daniel McCormick |
| Jamie Lee Curtis     | Claire Cooper    |
| Elijah Wood          | Nat Cooper       |
| Isabel Glasser       | Helen            |
| George Wendt         | Harry Finley     |
| Joe Morton           | Cameron          |
| Nicolas Surovy       | John             |
| David Marshall Grant | Wilcox USAF      |
| Robert Hy Gorman     | Felix            |
| Millie Slavin        | Susan Finley     |